# Шелехметь
Шелехме́ть — село в Волжском районе Самарской области в составе сельского поселения Рождествено.

## География
Находится на юге Самарской Луки на краю поймы Волги на расстоянии примерно 10 километров на северо-запад от села Рождествено, центра сельского поселения.

## История
Упоминается с 1639 года. Название иногда варьировалось: Шелехметская, Шелехметкино. Местное мордовское население относится к мокшанам.

## Население
Постоянное население составляло 123 человека (русские 33%, мордва 64%) в 2002 году, 327 в 2010 году.

## Известные люди, связанные с селом Шелехметь
- Михаил Всеволодович Анищенко-Шелехметский (1950-2012) — советский и российский поэт, прозаик, журналист. Член Союза писателей России.